# Cutman

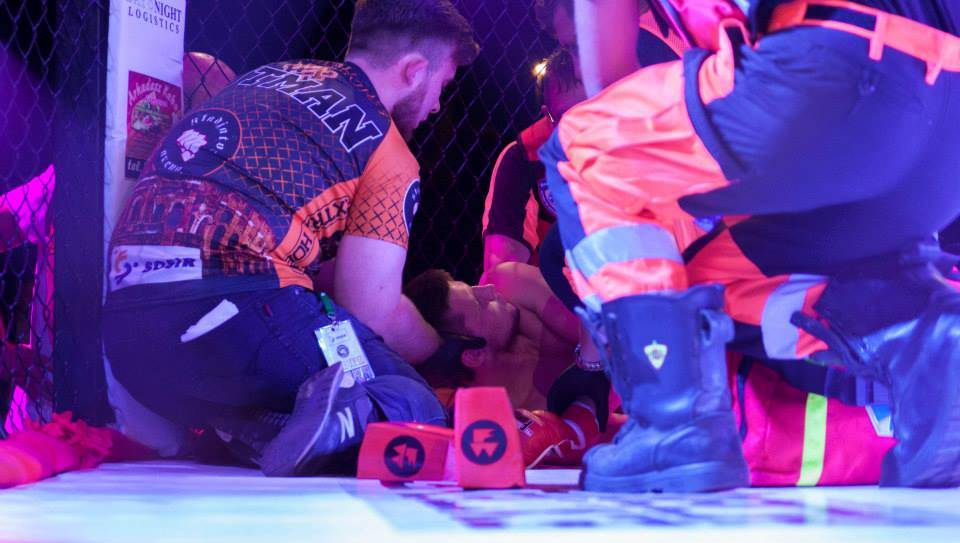
Gala MMA. Cutman pomaga zawodnikowi po nokaucie

Cutman – osoba odpowiedzialna za zapobieganie i leczenie urazów, uszkodzeń zawodnika podczas przerw między rundami pełnego kontaktu takich jak boks, kick-boxing lub MMA. Cutman zwykle zajmuje się obrzękami, krwawieniem z nosa oraz rozcięciami. Zasady sportów pełno kontaktowych określają, że te urazy mogą być przyczyną przedwczesnego przerwania walki, liczące się jako przegrana dla zawodnika z urazem. Dlatego cutman jest kluczowym elementem dla zawodnika i może być decydującym czynnikiem podczas przebiegu walki.
Wynagrodzenie cutmanów jest różne, zwykle mieści się pomiędzy 1-3% wynagrodzenia zawodnika. Dla wielu sportowców o niskim budżecie, obowiązki cutmana są wykonywane przez ich kolegów ringowych. Większość organizacji wymagają aby cutmani posiadali licencje, zwykle wymagane jest doświadczenie lub certyfikaty. Większość cutmanów uczy się poprzez praktykę i samokształcenie.
W przeciwieństwie do boksu, cutmana na galach mieszanych sztuk walk zazwyczaj zapewnia organizator. Ma to zapobiec ewentualnym zarzutom „natłuszczania” (stosowania wazeliny na obszarach innych niż czoło, które zapewnia nieuczciwą przewagę w grapplingu).
Cutmana nie należy mylić z lekarzem, który jest główną osobą monitorującą stan zdrowia zawodników, a kojarzyć z osobą zadaniami bliższa do sędziów. Lekarz udziela porad, monitoruje bezpieczeństwo obu walczących zgodnie z przepisami i prawem, i ocenia ich zdolność do kontynuowania walki.

## Zabiegi i wyposażenie

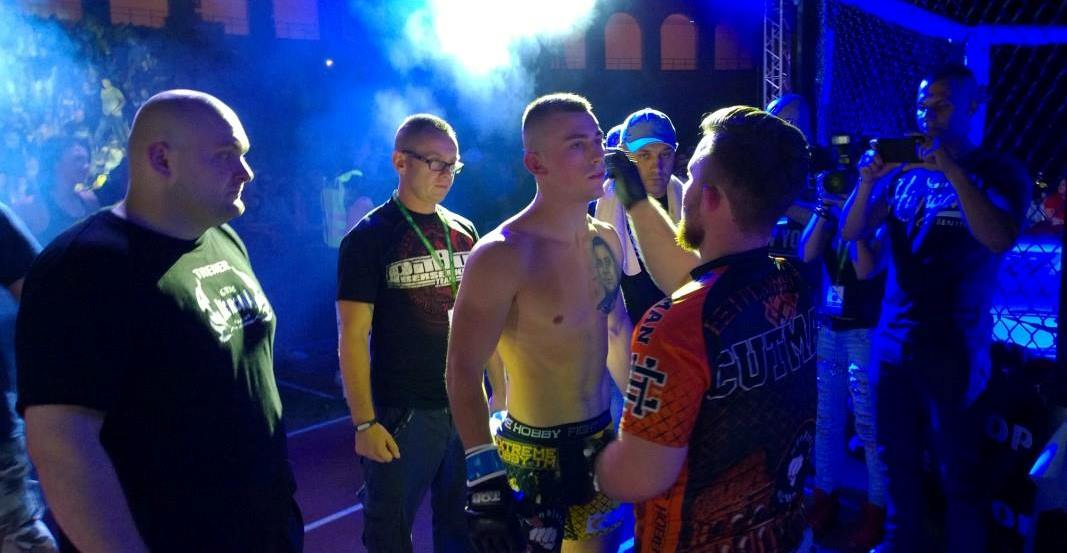
Cutman nakłada wazelinę przed walką

Przed walką, cutman nakłada wazelinę na obszary najbardziej narażone na ciosy, zwłaszcza twarz, dzięki czemu skóra staje się bardziej elastyczna i śliska oraz stwarza mniejsze prawdopodobieństwo rozcięcia. Cutman owija również ręce zawodników, co pomaga chronić kości i ścięgna.
Cutmani mają bardzo krótki czas na udzielenie pomocy zawodnikowi (przerwa między rundami) i podczas walki głównie starają się likwidować obrzęki (np. za pomocą tzw. "żelazka" lub toreb z lodem) i krwawienia (w wyniku rozcięcia czy krwawienia z nosa).
W swojej pracy cutmami stosują m.in. "enswell" („żelazko”, mały kawałek metalu z uchwytem, trzymany na lodzie, służący do chłodzenia powierzchni stłuczenia lub obrzęku), patyczki (do aplikowania leków na rany zawodnika, okłady z lodu, wazelinę, gaziki (do osuszania)). Dodatkowo posiłkują się np. chlorowodorkiem adrenaliny (w celu zmniejszenia przepływu krwi), czy inne środki koagulujące krew i kontrolujące krwotoki.